# Slavko Jelinčič
Slavko Jelinčič, uradnik in tigrovec, * 25. januar 1906, Podmelec, † 28. november 1981, Podkoren.

## Življenje in delo
Rodil se je v družini učitelja v Podmelcu. Ljudsko šolo je končal v rojstnem kraju, realko pa v Idriji. Po končanem šolanju se je v Idriji pri Bači zaposlil pri Kmetijski zadrugi. Že od prvih začetkov je sodeloval z bratom Zorkom v ilegalnem delovanju proti fašizmu. V letih 1927 in 1928 iz Grahovega ob Bači v Gorico prenašal tajno pošto in razno drugo prepovedano literaturo, ki so jo iz
Kraljevine Srbov, Hrvatov in Slovencev čez državno mejo prinašali kurirji organizacije TIGR. Že prej in v teh letih je z bratom Zorkom organiziral številne tajne izlete na Trstelj, Fajtji hrib, Štanjel in Trnovski gozd, ki so se jih udeleževali člani prosvetnih društev z goriškega. Kot poverjenik Goriške matice je veliko potoval in zbiral podatke o slovenski narodnostni skupnosti. Pred aretacijo je 18. februarja 1929 preko meje pobegnil v Jugoslavijo. Zaposlil se je pri obmejnem komisariatu na Jesenicah. Do leta 1940 je sodeloval z jeseniškimi tigrovci, pomočnikom obmejnega komisarja Tonetom Batageljem ter orožnikoma Petrom Bizjakom iz Podmelca in Tonetom Fabjanom iz Branika. Mnogo slovenskih knjig in drugega propagandnega materiala pa je s pomočjo kaplana Antona Duhovnika in rateškega župana Jožeta Pintbaha pretihotapil čez mejo v Kanalsko dolino. Jelinčič naj bi bil leta 1940 na zahtevo nemške policije premeščen iz Jesenic v Sarajevo, toda odločbo iz Beograda o njegovi premestitvi so na banovini v Ljubljani zadržali in Jelinčiča z drugo odločbo poslali v Maribor. Po nemški okupaciji Kraljevine Jugoslavije ga je gestapo iskal v Sarajevu, in ker ga ni bilo, je za njim zgubil sled. Jelinčič pa se je drugimi osebnimi dokumenti vrnil na Jesenice, kjer je do konca vojne sodeloval s pripadniki narodnoosvobodilne borbe. Po osvoboditvi je nazadnje živel v Podkorenu, kjer je tudi umrl.